# Driekoningenwater

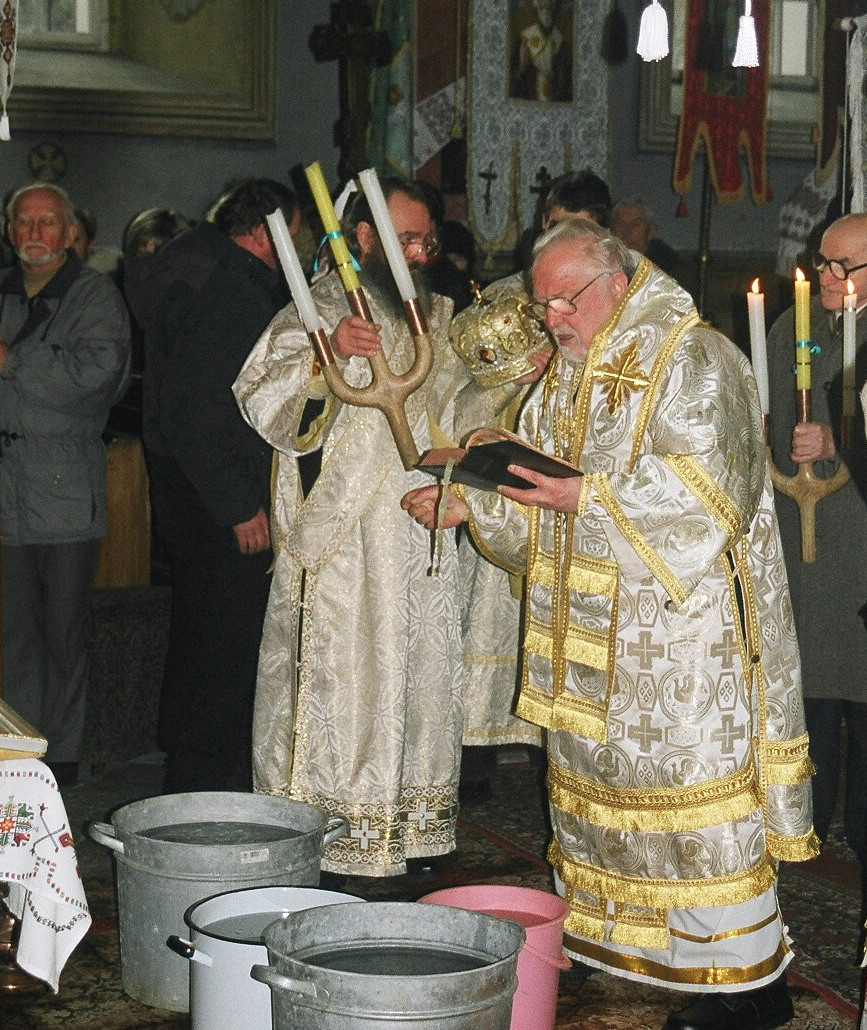
Een Oekraïens-Orthodoxe bisschop zegent het wijwater op Driekoningen

Het driekoningenwijwater is het water dat tijdens de hoogmis op die dag gewijd wordt. Het is wijwater, heilig water, en als zodanig een van de vele sacramentalia in de katholieke kerken. Er wordt ongeveer 45 minuten over gebeden en is daarom het sterkste wijwater. De sacramentaliën ontvangen de kracht die de gebeden uitdrukken bij de zegening ervan.

## Genaden
In het Romeins Rituaal wordt het wijdingsritueel beschreven dat alleen op op de vigilie van Driekoningen (6 januari) door een priester uitgevoerd kan worden. 
De wijding geeft vier groepen van genaden:
- verjaagt de duivel en zijn invloeden
- roept de hulp van de hemel, de heiligen en engelen af
- geeft genezing naar ziel en lichaam
- biedt genezing voor mensen en dieren.

Driekoningen was vroeger – net zoals Pasen – traditioneel een doopdag. Ter herinnering aan de doop vond met Driekoningen de wijding van het water plaats.
De veronderstelde werking is zo sterk dat vele gelovigen in Midden- en Oost-Europa het water nog steeds gebruiken om alle ziekten en duivelse invloeden te weren bij mens en dier. In vele parochies wordt daar ongeveer 1000 liter van de driekoningenwater gewijd.

## Liturgie
De liturgie van de wijding van het driekoningenwijwater is als volgt opgebouwd:
- litanie van alle heiligen, dat is de aanroeping van degenen die definitief de overwinning over alle kwaad hebben behaald; de 'zegevierende Kerk'
- twee overwinningshymnen uit de H Schrift, het Benedictus over de komst van de voorloper van de Messias en verlosser en het Magnificat over de komst van de Messias en verlosser zelf
- drie psalmen over de overwinning van Israël tegen de vijanden in het Oude Testament, voorteken van overwinning over geestelijke vijanden in het nieuwe testament
- gewone wijwatergebed met exorcismen over zout en water
- het kleine exorcisme van paus Leo XIII of van de  Michaël tegen de omzetenheid, waarin beroep wordt gedaan op alle sterke geloofsgeheimen
- gezongen Te Deum, loflied van de overwinnende kerk van de heiligen in de hemel.

## Exorcisme
Daar waar het water gesprenkeld wordt is het gebed van paus Leo XIII tegen de “omzetenheid” (sterke merkbare invloed van de duivel) van kracht voor de personen of zaken die de besprenkeling ontvangen. Dit kan ter plaatse door leken worden toegepast zodat niet telkens een priester hoeft te komen om dit gebed te doen.